# Арканзас (река)
Арканзас (на английски: Arkansas River) е река в южната централна част на САЩ, десен приток на Мисисипи, протичаща през щатите Колорадо, Канзас, Оклахома и Арканзас. Дължината ѝ е 2364 km, 2-ри по дължина приток на Мисисипи след Мисури, 6-та по дължина река в САЩ и на 45-о място в света. Площ на водосборния басейн – 435 123 km².

## Извор, течение, устие
Река Арканзас води началото си на 3810 m н.в., от хребета Сауч Рейндж (западната част на Предния хребет от Скалистите планини), в централната част на щата Колорадо, в окръг Лейк, на около 15 km североизточно от град Ледвил. Първите около 250 km (до град Пуебло) е типична планинска река, като тече в тясна и дълбока долина, на места с дълбоки и тесни дефилета –Ройял Гордж (дълго 15 km, на места широко само 15 m и дълбоко 400 m), Гранд Каньон и др. След това пресича в посока изток-югоизток Големите и Централните равнини, където коритото ѝ крайно неустойчиво и рязко се сменя след значителни прииждания. Тук тя става типична равнинна река с ниски брегове, бавно и спокойно течение. В най-долното си течение пресича северозападната част на Мисисипската низина и се влива отдясно в река Мисисипи, на 36 m н.в., в окръг Дъшей, в източната част на щата Арканзас.

## Водосборен басейн, притоци
Водосборният басейн на река Арканзас е с площ от 435 123 km² (14,8% от водосборния басейн на Мисисипи), като се простира на територията на щатите Колорадо, Канзас, Оклахома, Арканзас, Мисури, Ню Мексико и Тексас. На север водосборния басейн на река Арканзас граничи с водосборния басейн на река Мисури, на североизток – с водосборния басейн на река Уайт Ривър, на юг – с водосборния басейн на река Ред Ривър (всичките три реки десни притоци на Мисисипи), на югозапад – с водосборния басейн на река Рио Гранде и на северозапад – с водосборния басейн на река Колорадо.
Във водосборния басейн а река Арканзас има 21 реки с дължина над 200 km, като 17 от тях се вливат директно в нея. От тях 14 са с дължина от 200 до 500 km, 1 с дължина от 500 до 1000 km и 2 с дължина над 1000 km. По-долу са изброени всичките всичките 17 директни притока на Арканзас с дължина над 200 km, като за всяка от тях е показано какъв приток е (→, ляв), (←, десен), неговата дължина в (km), площ на водосборния басейн в (km²) и щата през който протичат.
- ← Апишапа 224 / 2800, Колорадо
- → Хорс Крийк 208 / 3680, Колорадо
- ← Пергатуар 315 / 8930, Колорадо
- → Биг Санди Крийк 340 / 4830, Колорадо
- ← Ту Бют Крийк 245 / 2110, Колорадо
- ← Беар Крийк 260 / – , Колорадо, Канзас
- → Пауни 319 / 7000, Канзас
- → Уолнат 248 / – , Канзас
- ← Нинеска 487 / 5500, Канзас
- ← Салт Форк Арканзас 385 / – , Канзас, Оклахома
- ← Симарън 1123 / 49 100, Ню Мексико, Колорадо, Канзас, Оклахома
- → Вердигрис 500 / – , Канзас, Оклахома
- → Неошо 745 / 629 870, Канзас, Оклахома
- ← Канейдиън 1458 / 123 220, Ню Мексико, Тексас, Оклахома
- ← Поо 9227 / – , Оклахома, Арканзас
- ← Форша ла Фейф 243 / – , Арканзас
- → Байо Мето 240 / – , Арканзас

## Хидрология
Подхранването на река Арканзас е смесено – снежно-дъждовно. Нейното пълноводие е през пролетта в резултат от топенето на снеговете и дъждовете пред този сезон. През лятото оттокът ѝ значително намалява, но често се случват епизодични прииждания в резултат от поройни дъждове във водосборният ѝ басейн. Среден годишен отток в долното ѝ течение (при град Литъл Рок) 1128 m³/s, минимален 32,3 m³/s, максимален 15 200 m³/s. В горното течение през зимата замръзва. Колебанията на нивото ѝ при Литъл Рок достигат до 8 m. По време на високите пролетни води и при епизодичните прииждания през лятото, в най-долното си течение залива огромни пространства и в устието си се съединява с река Уайт Ривър, вливаща в река Мисисипи на 25 km нагоре от устието на Арканзас.

## Стопанско значение, селища
Водите на реката широко се използват за напояване, като за тази цел по течението ѝ са изградени няколко предимно малки язовири: „Джон Мартин“ (в Колорадо); „Кау“, „Зонер“, „Кейстън“, „Робърт Кер“ (в Оклахома); „Дарданели“ (в Арканзас). По време на пълноводие е плавателна за плитко газещи речни съдове на 1000 km от устието си, а до град Тълса и за по-големи кораби.
Най-големите селища по нейното течение са градовете: Ледвил, Салида, Кениън Сити, Пуебло, Ла Хунта, Лас Анимас, Ламар (в Колорадо); Гардън Сити, Додж Сити, Грейт Бенд, Хътчинсън, Уичита (в Канзас); Тълса, Мъскоги, Салисо (в Оклахома); Форт Смит, Ван Бюън, Морилтън, Литъл Рок (столицата на Арканзас), Пайн Блъф (в Арканзас).[]